# Morganton, Georgia
Morganton är en ort i Fannin County i den amerikanska delstaten Georgia med en folkmängd, som uppgår till 299 invånare (2000). Den har enligt United States Census Bureau en area på 2,2 km².